# Cotoneaster orbicularis
Cotoneaster orbicularis är en rosväxtart som beskrevs av Diederich Franz Leonhard von Schlechtendal. Cotoneaster orbicularis ingår i släktet oxbär, och familjen rosväxter. Utöver nominatformen finns också underarten C. o. royleanus.